# Phyllanthus ouveanus
Phyllanthus ouveanus är en emblikaväxtart som beskrevs av Albert Ulrich Däniker. Phyllanthus ouveanus ingår i släktet Phyllanthus och familjen emblikaväxter. Inga underarter finns listade i Catalogue of Life.